# Distretto metropolitano dell'Asia centrale
Il distretto metropolitano dell'Asia centrale o distretto metropolitano dell'Asia centrale della Chiesa ortodossa russa (in russo Среднеазиатский митрополичий округ Русской Православной Церкви?) è una suddivisione canonica della Chiesa ortodossa russa che raggruppa le eparchie ortodosse delle repubbliche dell'Asia centrale, escluso il Kazakistan, dipendenti dal Patriarcato di Mosca.
È stato istituito dal Santo Sinodo della Chiesa ortodossa russa il 27 luglio 2011 con sede a Tashkent, capitale dell'Uzbekistan. Massima autorità del Distretto metropolitano dell'Asia centrale è il Sinodo distrettuale, che unisce tutti gli eparchi membri ed è presieduto dall'eparca di Tashkent, che ha il titolo di «Metropolita di Tashkent e dell'Asia centrale».
Il distretto metropolitano comprende 3 eparchie e 1 decanato patriarcale:
- Eparchia di Tashkent
- Eparchia di Biškek
- Eparchia di Dušanbe
- Decanato patriarcale del Turkmenistan